# 脾臓摘出術
脾臓摘出術（ひぞうてきしゅつじゅつ、英Splenectomy）とは、脾臓を摘出する手術のこと。

## 適応
脾臓摘出術が選択される場合は以下の通り。
- 悪性腫瘍の転移

胃癌
- 多臓器摘出による影響

膵臓尾部の摘出
- 血液疾患

特発性血小板減少性紫斑病(ITP)・遺伝性球状赤血球症・ポルフィリン症
- 損傷

外傷・術中合併症

## 術後
脾臓摘出による影響は日常生活においてはほとんどないが、稀に細菌感染症の重症化を生じる危険性もあり、肺炎球菌ワクチンの接種等を勧められることも多い。